# Ernst Thälmann-ø
Ernst Thälmann-ø (spansk: Cayo Ernesto Thaelmann eller spansk: Cayo Blanco del Sur, tysk: Ernst-Thälmann-Insel) er en ubeboet 15 km lang og 500 m bred cubansk ø i Cazones-bugten, der er opkaldt efter Ernst Thälmann, en tysk kommunistisk politiker. Under et statsbesøg i Den Tyske Demokratiske Republik (Østtyskland) i 1972 gav Fidel Castro et løfte om, at Cuba ville donere en ø til Østtyskland, og øen Cayo Blanco del Sur blev omdøbt ved en ceremoni med Castro og Erich Honecker. Efter Tysklands genforening forsøgte en tysk avis at besøge øen og fik at vide, at overførslen kun havde været "symbolsk".

## Historie
Indtil 1972 hed øen Cayo Blanco del Sur. I anledning af et statsbesøg i juni 1972 hos Erich Honecker omdøbte Fidel Castro øen til ære for den tyske kommunistiske politiker og aktivist Ernst Thälmann. Ifølge en avisartikel i Neues Deutschland fra 20. juni 1972 annoncerede den cubanske leder omdøbningen af øen, og at en af dens strande blev omdøbt til Playa "República Democrática Alemana" (dansk: "Tysk Demokratisk Republik-Strand", tysk: "DDR-Strand"). Østtysklands statslige tv-nyhedsudsendelse, Aktuelle Kamera, rapporterede om ceremonien og afsløringen af en buste af Ernst Thälmann den 18. august 1972 i overværelse af DDR's ambassadør, nogle østtyske delegerede og omkring 100 cubanske repræsentanter.
I marts 1975 sendte den østtyske regering sangeren Frank Schöbel til Cuba for at lave nogle musikvideoer. Der blev lavet nogle optagelser af øen, som senere blev inkluderet i en dokumentar, der understregede øen som et symbol på venskab mellem DDR og Cuba.

### Nyere historie
I 1998 blev øen hårdt ramt af orkanen Mitch, der væltede busten af Ernst Thälmann.
Ifølge både den cubanske ambassade i Tyskland og det tyske udenrigsministerium var omdøbningen en "symbolsk handling". Øen blev aldrig overført fra Cuba, og ingen af de tyske stater ejede øen under eller efter genforeningen.